# کشتی نفت‌کش

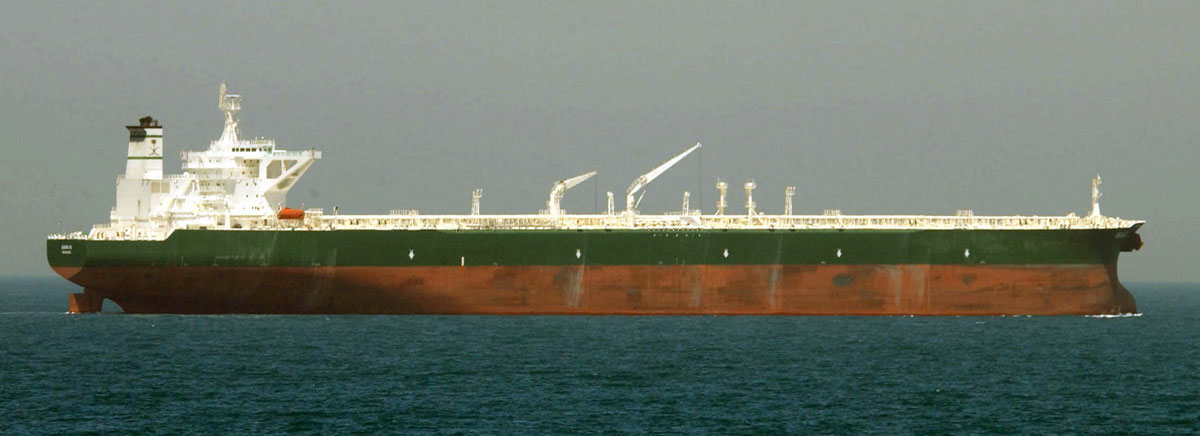
سوپرتانکر AbQaiq

کشتی نفت‌کش (به انگلیسی: Oil tanker) گونه‌ای از کشتی‌های تجاری است که برای ترابری نفت به صورت فله طراحی شده‌است. کشتی‌های نفت‌کش در دو نوع وجود دارند: کشتی نفت خام و کشتی فراورده‌های نفتی. کشتی‌های نفت خام مقادیر زیادی از نفت خام را از نقطه استخراج آن به پالایشگاه‌هاو بنادر نفتی منتقل می‌کنند. تانکر فراورده‌های نفتی که به‌طور کلی بسیار کوچکتر هستند، برای جابه‌جایی فراورده‌های نفتی از پالایشگاه تا نقاط نزدیک به بازارهای مصرف‌کننده طراحی شده‌اند.

## ابرنفت‌کش‌ها

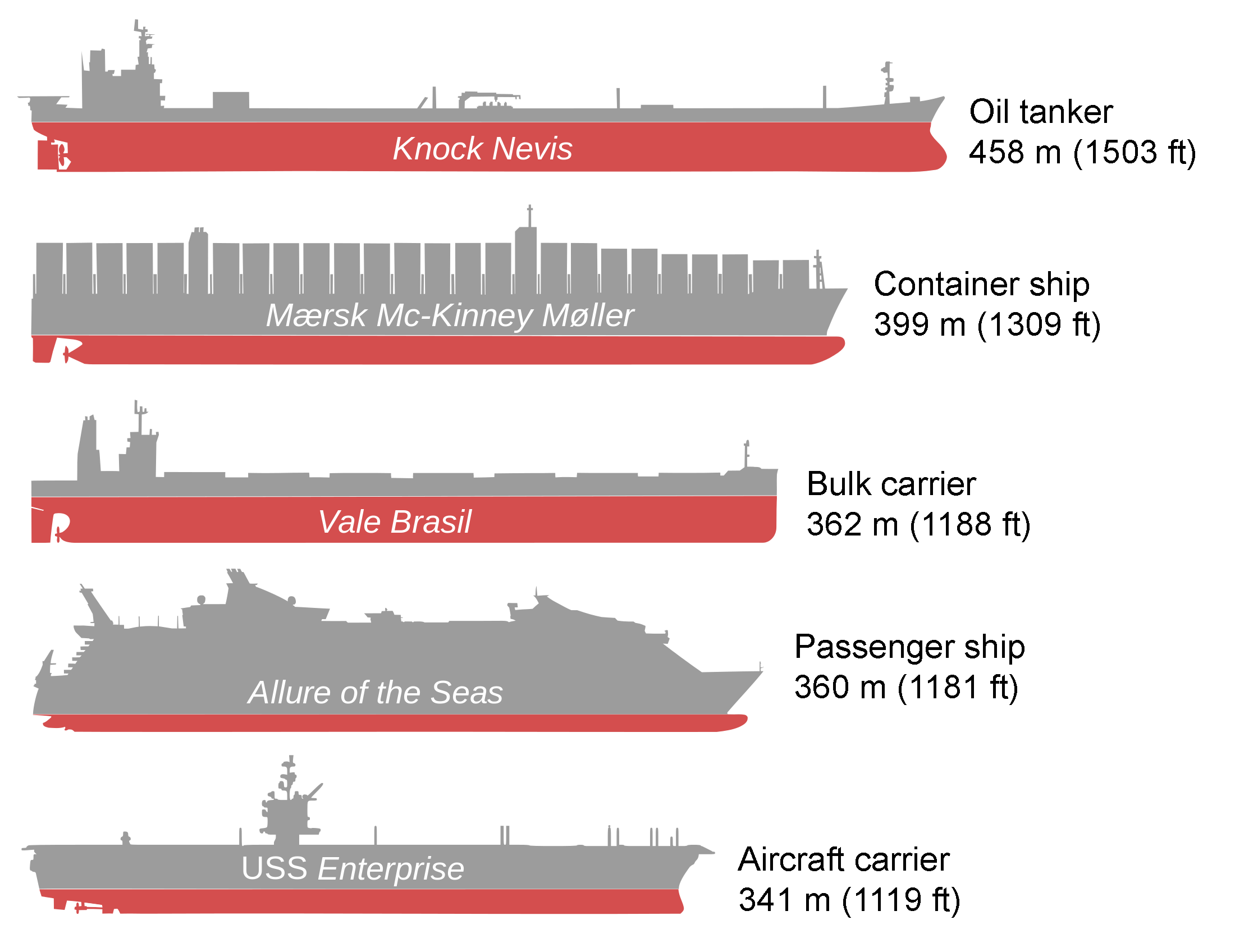
ناک نویس (۱۹۷۹–۲۰۱۰) یک نفت‌کش کوه‌پیکر و طولانی‌ترین کشتی که تاکنون ساخته شده‌است.

بزرگ‌ترین نفت‌کش‌های نفت خام هستند که شامل نفت‌کش‌های غول‌پیکرها و نفت‌کش‌های کوه‌پیکر با ظرفیت‌های بیش از ۱۶۰٬۰۰۰  تن (DWT) می‌شوند. به نفت‌کش بزرگی که ظرفیت آن از ۱۶۰٬۰۰۰  تن (DWT) تا ۳۲۰٬۰۰۰  تن (DWT) باشد «نفت‌کش غول‌پیکر» (به انگلیسی: VLCC) و به نفت‌کش‌های بسیار بزرگ که ظرفیت آن‌ها بیش از ۳۲۰٬۰۰۰  تن (DWT) است «نفت‌کش کوه‌پیکر» (به انگلیسی: ULCC) گفته می‌شود. این کشتی‌ها می‌توانند تا ۲٬۰۰۰٬۰۰۰ بشکه (۳۲۰٬۰۰۰ متر مکعب) نفت را جابه‌جا کنند. نفت‌کش‌های کوه‌پیکر به آب انداخته شده در دهه ۱۹۷۰ بزرگ‌ترین کشتی‌هایی بودند که تاکنون ساخته شدند، اما طولانی‌ترین آن‌ها در حال حاضر اوراق شده‌است. در سال ۲۰۱۳ تنها چند نفت‌کش کوه‌پیکر در حال استفاده باقی مانده بود که هیچ‌یک از آن‌ها طول بیشتر از ۴۰۰ متر نداشتند.